# Он попался!
«Он попался!» — рисованный мультипликационный фильм Вячеслава Котёночкина, фильм-сказка для детей 1981 года, о том, как бобёр, белочка, мышонок и барсучок «спасали» зайку от медведя.
В 1983 году вышло продолжение — «Попался, который кусался!».

## Сюжет
Белочка примчалась к Барсуку с криком: «Зайка! Он попался! Медведь его повёл в берлогу! Будем выручать!» Барсук сперва испугался, притворившись больным, но всё же решился пойти, попутно расспросив Белочку, как же она собралась спасать Зайку.
Пришли друзья к Бобру, который в это время рыбачил, и позвали его с собой. Бобёр поинтересовался: а вдруг Зайка сам виноват в случившемся? И тут ему на крючок попалась огромная злая щука, и Белочке с Барсуком еле удаётся вытащить друга из реки. В конце концов, Бобёр тоже соглашается помочь. По пути к берлоге за троицей пытался увязаться Мышонок, но его не взяли, сказав, что он «ещё маленький». Это Мышонка очень сильно разозлило, и он решил сам тайком пробраться к Медведю.
Друзья долго шли по лесу, подкрались к берлоге и, наконец, влезли в окно. Но оказалось, что Медведь всего лишь позвал Зайку в гости на чаепитие. И тут из печной трубы выскочил Мышонок, весь в саже, с криком: «Не подходи!» Все расхохотались, и Медведь, который обрадовался неожиданным гостям, позвал чай с мёдом пить.

## Создатели
| автор сценария             | Григорий Остер |
| кинорежиссёр               | Вячеслав Котёночкин |
| художник-постановщик       | Светозар Русаков |
| композитор                 | Игорь Ефремов |
| кинооператор               | Светлана Кощеева |
| звукооператор              | Владимир Кутузов |
| художники-мультипликаторы: | Виктор Арсентьев, Ольга Орлова, Владимир Зарубин, Олег Комаров, Владимир Крумин, Виктор Лихачёв                           |
| роли озвучивали:           | Людмила Гнилова (Белочка), Клара Румянова (Бобёр, Мышонок, Заяц), Мария Виноградова (Барсук), Рогволд Суховерко (Медведь) |
| редактор                   | Елена Никиткина |
| директор съёмочной группы  | Любовь Бутырина |